# سياسة إمبراطورية البرازيل
ظهرت سياسة إمبراطورية البرازيل في إطار نظام ملكي ديمقراطي يمثله برلمان شبه فيدرالي، كان فيه إمبراطور البرازيل رئيسًا للدولة ورئيسًا اسميًا للحكومة على الرغم من أن رئيس الحكومة الفعلي هو رئيس الوزراء، الذي يُدعى رئيس مجلس الوزراء، ونظام متعدد الأحزاب. مارست الحكومة السلطة التنفيذية. تولت الحكومة ومجلسي الجمعية العامة (أو البرلمان) مهام السلطة التشريعية. كانت السلطة القضائية مستقلة عن السلطتين التنفيذية والتشريعية. برز كذلك سلطة رابعة، السلطة المعتدلة، والتي مارسها الإمبراطور. قُسّمت إمبراطورية البرازيل إلى 20 مقاطعة ومقاطعة محايدة عاصمة البلاد.

## هيكل الدولة

### النظام الملكي
عقب حصول البرازيل على استقلالها عن البرتغال في عام 1822، أصبحت الدولة ككل تؤيد شكل الحكم الملكي كليًا. يُعزى ذلك إلى مجموعة متنوعة من الأسباب لهذا الاختيار السياسي. ساد قلق بين مختلف الفئات الاجتماعية من احتمال وقوع البرازيل في نفس الفوضى السياسية والاجتماعية والاقتصادية التي عانت منها معظم المستعمرات الأمريكية الإسبانية السابقة: تقسيم الأراضي والانقلابات والديكتاتوريات وظهور كوديلو. تتمثل الضرورة المتصورة في وجود هيكل سياسي لا يسمح للشعب البرازيلي بالتمتع بمزايا الحرية فحسب، بل يضمن استقرار البلد كذلك، وذلك وفقًا لليبرالية السائدة في ذلك الوقت. لم يكن بالإمكان تحقيق هذه الغاية إلا بكيان محايد مستقل تمامًا عن الأحزاب أو الجماعات أو الأيديولوجيات المعارضة. كان هناك «دائمًا عنصر أيديولوجي قوي متبقي من الاستقلال نتيجة لاتحاد وطني عظيم على مصالح معينة». كان النظام الملكي البرازيلي «شكلًا من أشكال الحكومة التي منحت البرازيل الهيمنة البرتغالية القديمة بأكملها، في مناخ من النظام والسلام والحرية».
كان هناك كذلك سبب آخر لاعتماد النظام الملكي، أو على نحوأكثر دقة، الحفاظ عليه. جاء الأوروبيون، مثل الأفارقة والأمريكيين الأصليين، من مجتمعات تحكمها أنظمة ملكية. كان البقاء تحت هذا الشكل من الحكم وسيلة للحفاظ على تقاليد الشعب البرازيلي وهويته، وهو شعب ينحدر من تلك المجموعات العرقية الثلاث المتميزة. يُعزى اختيار الحاكم فردًا من أسرة براغانزا ليس من الأهمية التاريخية فقط، بل من حقيقة أن الأمير بيدرو ينحدر من نسل الذكور الخالص للملوك البرتغاليين. نشأت أسرة براغانزا مع أفونسو، دوق براغانزا الأول، وهو ابن غير شرعي لجون الأول من أسرة أفيز، والذي كان بدوره ابن بطرس الأول من أسرة بورغونيا، التي أسسها أفونسو هندريكس، أول ملوك البرتغال، قبل 300 سنة في عام 1143. بالتالي، فإن الجاذبية الشعبية القوية للنظام الملكي، والتقاليد التي يتجاوز عمرها 300 عام (أو 700 إذا ما احتُسب التاريخ البرتغالي)، مكنت الأمير بيدرو من تولي دور رمز الوحدة الوطنية. كان النظام الملكي الذي جرى الحفاظ عليه على الأراضي البرازيلية «قوة من الاستمرارية والتقاليد».
تمثل العنصر الثالث الذي ساهم في اختيار نظام الحكم الملكي هو ضرورة الامتثال لقوى العصر، والتي تقع جميعها في أوروبا. عززت إمكانية سعي الدول الأوروبية إلى السيطرة على الدولة الفتية الرغبة في منع اعتماد شكل الحكم الجمهوري بأي ثمن وتجنب أي تقسيم للأراضي إلى جمهوريات صغيرة ضعيفة ومتنافسة باستمرار مع بعضها البعض. بالنظر إلى أن دول أمريكا اللاتينية الأخرى وكذلك البرتغال أصبحت فريسة سهلة للطمع الأوروبي (البريطاني بشكل أساسي)، فإن الحفاظ على النظام الملكي مع ملك من أصل أوروبي كان بمثابة رادع وسمح للبرازيل ضمان الهيمنة على مصالحها الدولية. في الواقع، «بعد مرحلة الوصاية، المضطربة ولكن الانتقالية بطبيعتها، سيطر النظام الإمبراطوري على الحكم، ما ضمن السلام الداخلي والهيبة الخارجية».
للأسباب المذكورة أعلاه، اختارت البرازيل نظامًا ملكيًا دستوريًا تمثيليًا. في حين أن الدولة رغبت في عيش حياة من الحرية والازدهار، نظرت كذلك في مسائل «الدوام والمدة والوجود». يمثل الملك المصالح العامة الدائمة للدولة ككل، بينما يمثل المجلس الوطني مصالح خاصة سريعة الزوال ولحظية. مع ذلك، لم يمتلك الإمبراطور سيادة على البلاد؛ إذ كانت الدولة البرازيلية صاحب السيادة، والتي فوضت هذا الدور للإمبراطور، كما فعلت مع الجمعية العامة.

### النظام البرلماني
يتمثل الفرق الرئيسي بين النظام البرلماني والرئاسي هو أن رئيس الدولة والحكومة، في الحالة الأولى، فردان مختلفان، بينما يتولى فرد واحد الدورين في الحالة الثانية. مع ذلك، ففي ظل النظام الملكي البرازيلي، اعتُبر الإمبراطور رئيسًا للدولة والحكومة على حد سواء. زرع النظام الدستوري البرازيلي هذه السمة الأساسية للجمهورية الرئاسية. كان الدستور الذي صدر عام 1824 أقل برلمانية من المشروع الذي أعدته الجمعية التأسيسية. في الواقع، كان لجميع الأطراف نظام مميز وفريد: ملكية رئاسية. إلا أن ذلك لا يعني بأي حال من الأحوال امتلاك الملك البرازيلي صلاحيات تشبه امتيازات الطاغية أو الديكتاتور. أٌدرجت الضمانات الفردية التي تضمن حرية الإنسان وكرامته في مواد الدستور ووجب احترامها. لم يتصرف الإمبراطور في المجالات المخولة للسلطة التشريعية والقضاء، مثل وضع القوانين أو التحكيم. مع ذلك، فإن إنشاء السلطة المعتدلة (بالبرتغالية: Poder Moderador) والتطور الطبيعي للنظام التمثيلي البرازيلي أتاح الانتقال من النموذج الرئاسي إلى النموذج البرلماني، والذي «من شأنه أن يمنح الإمبراطورية مكانة متميزة بجانب القوة البريطانية». لم يكن من الضروري تعديل نص القانون من أجل تحويل نظام حكم إلى نظام حكم آخر، إذ كان ذلك ممكنًا بفضل مرونة الدستور (من ناحية التفسير القانوني للميثاق).
حدثت الخطوة الأولى في المؤسسة البرلمانية في عام 1824، مع منح أول ميثاق دستوري برازيلي، ما سمح للجمعية العامة (البرلمان) بالقيام بدور قيادي في توجيه السياسة العامة للدولة. كانت الخطوة الثانية في عام 1826، عندما طالب نائب الأقلية برناردو بيريرا دي فاسكونسيلوسوس بنجاح أن يعرض وزراء الدولة الحسابات المالية للحكومة على مجلس النواب. اتُخذت الخطوة الثالثة، والأهم، في عام 1847، عندما طالب فرانسيسكو دي باولا سوزا بإنشاء منصب رئيس مجلس الوزراء (أي ما يعادل رئيس الوزراء، وتولي السلطة التنفيذية). أسفرت هذه الخطوات عن توطيد البرلمانية البرازيلية، بنفس الطريقة التي جرى توطيد البرلمانية البريطانية بها، والتي من شأنها أن تيسر التمييز بين السلطة التنفيذية والسلطة المعتدلة.
أصبح البرلمان البرازيلي ذا أهمية متزايدة، وجرى اتخاذ جميع القرارات السياسية العظيمة هناك، ما أتاح الفرصة لحدوث مناقشات لا تُنسى. بحلول عام 1881، كان من عادات وزراء الدولة تقديم حسابات مالية حكومية إلى البرلمان، وتقديم تقارير سنوية عن أنشطتهم والحضور للرد على انتقادات النواب وأعضاء مجلس الشيوخ. منحت هذه الأعمال البرلمان حرية كبيرة. لم يمر هذا الأمر دون ملاحظة الدول الأخرى له. من المثير للدهشة أن البرازيل تعرضت لانتقادات بسبب حريتها الواسعة في التعبير و«البرلمانية المبالغ فيها» كما وصفها السفير الفرنسي أميلوت، كونت شايو. كانت الإمبراطورية «منذ بدايتها ديمقراطية متوجة، سادت فيها السلطة التنفيذية في البداية، وانتهى الأمر بالسلطة التشريعية».
في البرلمان الإمبراطوري كانت هناك «أحزاب قوية وتنافسية وبرلمان نشط وصحافة حرة ومناقشة مفتوحة». سعى الإمبراطور ووزراء الدولة دائمًا إلى العمل والاهتمام بالبرلمان، وبذلوا جهودًا مخلصة لتحسين نظام البلد السياسي باعتماد خصائص متأصلة في البرلمانية. صاغ رئيس مجلس الوزراء تعريف البرنامج الحكومي لمجلس الوزراء، وكان الملك يقدمه كل عام عند افتتاح مجلس النواب. قُدّمت كذلك، عند الاقتضاء، اقتراحات بحجب الثقة عن مجلس الوزراء. ساهم ذلك في منح طريقة دفاع (تُستخدم في لحظات استثنائية) للأقلية البرلمانية ضد مجلس الوزراء الذي شكلته الأغلبية، في حال تصرفه بشكل غير لائق.

### الفيدرالية
جعل الدستور الإمبراطوري لعام 1824 البرازيل دولة مركزية، بهدف تسهيل سيطرة الحكومة المركزية على المقاطعات وبالتالي منع تقسيم الأراضي في نهاية المطاف. مع ذلك، تمتعت الحكومات المحلية بدرجة من الاستقلال الذاتي، نظرًا لامتلاك الجمعيات البلدية التي ينتخبها السكان صلاحياتها الخاصة. تغير هذا الحال مع الموافقة على القانون الإضافي لعام 1834، الذي أنشأ مجالس المقاطعات للتشريع بشأن القضايا المتعلقة بالإدارة المحلية. أنشأ القانون كذلك «حكومة اقتصادية ومحلية» مكنت المدن من «تحييد السلطة المطلقة التي يمارسها رؤساؤها على المقاطعات بطريقة معينة». حدث تغيير في هذا المجال بسبب ما يسمى بقانون تفسير القانون الإضافي، الذي جرت الموافقة عليه في عام 1840، والذي حد من الاستقلال الذاتي الذي اكتسبه قانون 1834. كتبت المؤرخة ماريا دي فاتيما سيلفا غوفيا عن الرأي السائد بين المؤرخين، فيما يتعلق بعدم وجود الفيدرالية في الإمبراطورية:
«بغض النظر عن بعض الدراسات القليلة التي نُشرت في السنوات الأخيرة -لا سيما أعمال ميريام دوهنيكوف وماريا فرناندا مارتينز- لم يكُن هناك سوى القليل من الاهتمام بهذا الموضوع، ومال يزال هناك تصور تاريخي قوي لهذه الفترة على أنها تتسم بوجود دولة ملكية مركزية، تأسست من إرادة المزارعين والنخبة العبودية، على إرادة المجتمع البرازيلي الإمبراطوري ككل».